# Jabaculê
Jabaculê, ou simplesmente jabá, é um termo utilizado na indústria da música brasileira para denominar uma espécie de suborno em que gravadoras pagam a emissoras de rádio ou TV pela execução de determinada música de um artista.

## Origem

### Etimologia
Não se sabe exatamente a origem do termo. Uma das versões seria a que um radialista nordestino, ao receber uma certa quantia de uma gravadora, teria dito que "hoje o jabá das crianças tá garantido", sendo jabá um termo comum na região para a carne-seca.

### Em outros países

#### Estados Unidos:payola
A prática não é exclusivamente brasileira; nos Estados Unidos (onde ela é conhecida como "payola"), nos anos 1920, donos de editoras musicais pagavam orquestras e líderes de grupos musicais para que executassem certas peças e incentivassem a compra das respectivas partituras que, na época, rendiam mais do que discos.
O termo payola é uma combinação de "pay" (pagamento) e "ola", que é um sufixo de nomes de produtos comuns no início do século 20, como Pianola, Victrola, Amberola, Crayola, Rock-Ola, Shinola ou marcas como a fabricante de equipamentos de rádio Motorola.
Nos anos 1950, com a explosão do rock and roll, a prática também se expandiu e levou o governo do país a abrir uma investigação que envolveu, entre outros, o disc jockey Alan Freed e o apresentador Dick Clark.
No final dos anos 1970, a despeito das investigações do governo, o payola atingiu um ponto em que um grupo ligado à máfia conhecido simplesmente como The Network ("A Rede") surgiu e passou a controlar centenas de rádios nos Estados Unidos.
O poder da organização era suficiente para barrar até a execução de faixas de The Wall, um dos álbuns mais bem-sucedidos do Pink Floyd. Em antecipação a cinco shows que o grupo inglês faria em Los Angeles durante a turnê, a CBS não achou que precisaria pagar para que canções de um disco tão popular de uma banda tão conhecida fossem executadas, mas o poder d'A Rede prevaleceu e as canções só apareceram nas rádios depois que a empresa se rendeu ao payola.
O payola podia vir na forma de jantares, viagens, drogas, prostitutas, carros e até jatinhos.

## Histórico no Brasil
Fora o jabá propriamente dito, a indústria fonográfica brasileira já foi palco de outras práticas consideradas peculiares, como a compra de composições, isto é, músicos que compravam canções escritas por outros músicos e as lançavam como se fossem deles. A esses compradores, deu-se o nome "comprositores".
Embora já existisse desde muito tempo antes, o jabá foi "profissionalizado" no Brasil na virada dos anos 1970 para os 1980; gravadoras grandes como a Phillips/PolyGram viam suas vendas despencarem repentinamente por não aderirem à prática.
O jabá nem sempre era pago em dinheiro; uma variação denominada "jabá artístico" envolve a entrega de presentes a radialistas que executassem certas canções, ou brindes para sortear. O pagamento às vezes era realizado também em drogas e até mulheres. Ele acontecia também na televisão, por meio de apresentações gratuitas que os músicos realizavam em programas de Chacrinha e Bolinha. Segundo Nelson Motta, algumas rádios chegaram a extinguir seus departamentos comerciais para focar apenas nos jabás.
A prática foi criminalizada em 2006 pela Comissão de Constituição e Justiça da Câmara dos Deputados do Brasil, estabelecendo penas que variam de multa a detenção de um a dois anos, além da cassação da emissora que receber o dinheiro para colocar uma música no ar.
| “ | "A canção, e não mais o disco inteiro, tinha que ter começo, meio e fim, e se transformar num 'jingle da vida' durante os três minutos de sua existência... Todas as estações de rádio foram obrigadas a tocar a mesma música, 'música de trabalho', e o preço do jabá foi à estratosfera." | ” |

-- Andre Midani, 2008.

## Exemplos de jabá
A utilização do termo abrange toda situação que envolve gorjetas, propinas ou qualquer tipo de dinheiro pago em troca de favores ilícitos, entre eles:
- Compra de um determinado número de execuções diárias de uma determinada música nas emissoras de rádio;[1]
- Compra de posições nas paradas musicais das emissoras de rádio;[1]
- Compra de espaço para apresentação de artistas em programas de auditório;[13]
- Aliciamento de jornalistas para obtenção de comentários favoráveis.[14]